# Periclina cervina
Periclina cervina är en fjärilsart som beskrevs av W. Warren 1906. Periclina cervina ingår i släktet Periclina och familjen mätare. Inga underarter finns listade i Catalogue of Life.